# Giovanni Meneghetti
Giovanni Meneghetti (* 12. Februar 1731 in Vicenza; † 4. Dezember 1794 ebenda) war ein italienischer Komponist und Geiger.

## Leben
Giovanni Meneghetti wurde als Sohn des Kapellmeisters, Organisten und Geigers Gaetano Meneghetti geboren. Wie der Vater war Giovanni Meneghetti Organist und Kapellmeister, aber vor allem ein sehr talentierter Geiger. Beruflich war er ab 1755, bis auf einen Zeitraum mit längeren Auslandsreisen, zwischen 1770 und 1783 an der Kirche Santa Corona in Vicenza tätig. Zwischen 1757 und 1764 war er gleichfalls Organist am örtlichen Jesuitenkloster.
Der Lokalhistoriker Andrea Alverà schrieb 1827 in der ersten Ausgabe seines Giornale biografico di Vicenza, dass Meneghetti auf mehreren Reisen durch Europa, an den Höfen von München und Wien große Erfolge feiern konnte und er mehrere ehrenvolle Anstellungen, darunter die am Münchener Hof, ausgeschlagen hätte. 
Zu den erhaltenen Werken Meneghettis zählen sechs Konzerte für Violine und Streicher, Sonaten für Violine und Basso continuo und Cembalosonaten, die an die Werke seines Zeitgenossen Baldassare Galuppi erinnern. Des Weiteren schuf Meneghetti Messen, Oratorien, Motetten, ein Requiem und 1757 für die „Accademia Armonica de Vicence“ die Kantate Gli elogi della musica
Sein Vater Gaetano Meneghetti, von dem bislang keine Lebensdaten verfügbar sind, wurde 1732 als Chorleiter in Vicenza erwähnt. Von ihm sind 14 Sonaten für Violine und Basso continuo von 1717 und zwei Violinkonzerte erhalten.